# Mesonauta
Genre
Le genre Mesonauta regroupe plusieurs espèces de poissons de la famille des Cichlidae.

## Liste des espèces
Selon FishBase (25 janv. 2017) :
- Mesonauta acora - (Castelnau, 1855)
- Mesonauta egregius - Kullander et Silfvergrip, 1991
- Mesonauta festivus - (Heckel, 1840) - Cichlidé drapeau
- Mesonauta guyanae - Schindler, 1998
- Mesonauta insignis - (Heckel, 1840)
- Mesonauta mirificus - Kullander et Silfvergrip, 1991